# Монтебелло-ди-Бертона
Монтебелло-ди-Бертона (итал. Montebello di Bertona) — коммуна в Италии, расположена в регионе Абруццо, подчиняется административному центру Пескара.
Население составляет 1120 человек, плотность населения составляет 53 чел./км². Занимает площадь 21 км². Почтовый индекс — 65010. Телефонный код — 085.
Покровителем коммуны почитается святой апостол Пётр, празднование 29 июня.